# Pacho, hybský zbojník
Pacho, hybský zbojník (angl. Pacho the Brigand of Hybe) je slovenský film z roku 1975.
Úsměvná komedie čerpající z tradice lidového humoru paroduje jánošíkovský mýtus. Hlavním hrdinou je Pacho, nenápadný mladík z liptovské vesnice Hybe, který se díky chytrosti a pálence zvané frndžalica stane obávaným vůdcem zbojníků a nakonec získá i srdce císařovny Marie Terezie.
- Režie: Martin Ťapák
- Scénář: Peter Jaroš, Milan Lasica, Július Satinský
- Kamera: Benedikt Krivošík
- Hudba: Svetozár Stračina
- Architekt: Anton Krajčovič
- Návrhy kostýmů: Milan Čorba
- Střih: Maximilián Remeň
- Vedoucí výroby: Ján Tomáškovič
- Hrají: Jozef Kroner (Pacho), Mária Hojerová (Pachova matka), Július Vašek (Mišo), Karol Čálik (Jano), Dušan Blaškovič (Ondro), Peter Debnár (Peter), Marián Labuda (hrabě Erdödy), Eva Máziková (Hanka), Juraj Herz (major), Slávka Budínová (Marie Terezie)
- Exteriéry: Rajecká Lesná, Súľov, Červený Kameň, Bielovodská dolina, Manínska úžina, Lakšárska Nová Ves, Bratislava.
- Premiéra: 2. červenec 1976
- Produkce: Slovenská filmová tvorba Bratislava